# ポノイ川
ポノイ川（ポノイがわ、ロシア語: Поно́й）は、ロシアのコラ半島にある川。全長426km、流域面積1万5500平方km。

## 地理
コラ半島の中央部、ロヴォゼロ湖から50km東のケイヴィ高地西端に水源がある。そこから東へ蛇行しながら流れるが、流域の大部分は丘陵と沼沢地である。北から、アチェリョク川をはじめとする支流が流れ込む。その多くもポノイ川と同じく、ケイヴィ高地に源を発する。
プルナチ川と合流後、河口から50kmほどで川の両岸は切り立った渓谷となり、急流が多く現れる。最終的に、コラ半島東端のコラベルニイ岬で白海にそそぐ。
川は10月末から11月はじめに凍結し、それが5月前半まで続く。

## 生物
タイセイヨウサケの豊かな漁場で、欧州の釣り客に人気が高い。川沿いには釣り客のためのキャンプ場がある。アヒルやマスクラットも河岸に多く棲息する。